# Кристиан Виктор Шлезвиг-Гольштейнский
Кристиан Виктор Альберт Людвиг Эрнст Антон Шлезвиг-Гольштейнский (14 апреля 1867, Виндзорский замок — 29 октября 1900, Претория) — внук королевы Виктории. Старший сын третьей дочери Виктории, Елены, и принца Кристиана Шлезвиг-Гольштейнского.

## Биография
Принц Кристиан Виктор родился в Виндзорском замке. Его родители проживали в Великобритании, в Камберленд-лодж, и принц считался членом британской королевской семьи. Согласно патентному письму 1866 года он был титулован Его Высочество принц Кристиан Виктор Шлезвиг-Гольштейнский.
Он был крещён в частной часовне в Виндзорском замке. Его крестными родителями были королева Виктория (бабушка по материнской линии), герцог Августенбургский (дед по отцовской линии; представлен принцем Артуром), принц Уэльский (дядя по материнской линии), наследная принцесса Пруссии (тётя по материнской линии; представленная принцессой Луизой), герцог Саксен-Кобург-Готский (двоюродный дед по материнской линии; представлен герцогом Эдинбургским) и вдовствующая принцесса Гогенлоэ-Лангенбургская (двоюродная бабушка; представлена леди Черчилль).

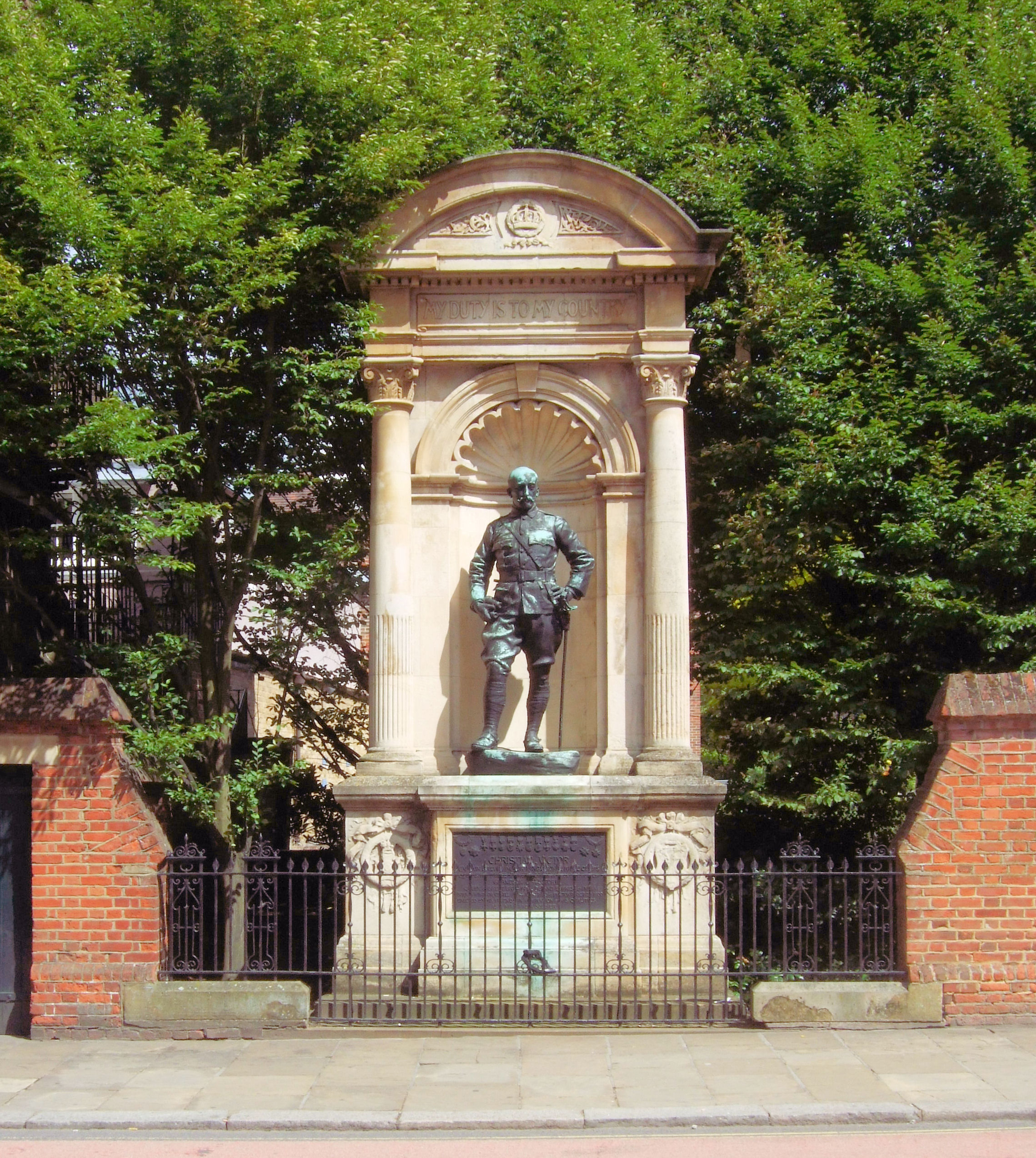
Статуя у Виндзорского замка.

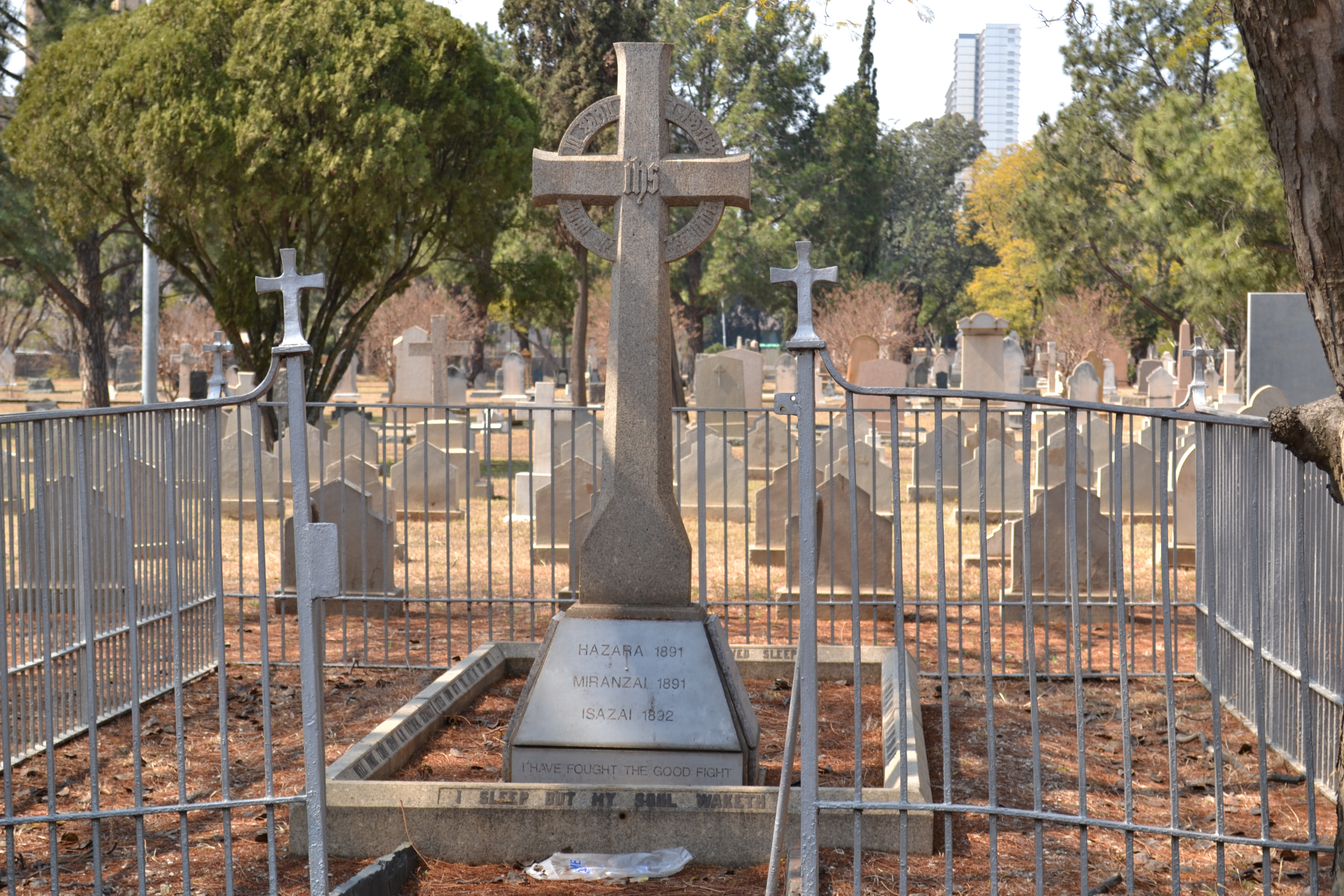
Могила принца Кристиана Виктора в Претории.

Принц учился в школе Ламбрук, Веллингтонском колледже, колледж Магдалины в Оксфорде и Королевском военном училище в Сандхерсте. «Кристл» (так принца называли в семье) был первым членом королевской семьи, который посещал школу, а не получал домашнее образование. Его учёба в Веллингтонском колледже очень обрадовала королеву Викторию, поскольку принц Альберт помог много лет назад основать это учреждение. В Веллингтоне он играл за колледж в крикет и был капитаном команды в 1885 году. Он также был капитаном команды по крикету в колледже Магдалины и в Сандхерсте. Он блестяще выступил за клуб I Zingari против Джентльменов Англии в 1887 году, набрав 35 и 0. Он остаётся единственным членом британской королевской семьи, игравшим в крикет на таком высоком уровне.
Покинув Сандхерст в 1888 году, Кристиан Виктор стал офицером британской армии в Королевском стрелковом корпусе. В 1891 году он участвовал в войне Хазара и Миранзи, войне Изази в 1892 году, а также участвовал в войне Ашанти в Гане. По возвращении он был повышен до звания майора, а затем служил под командованием лорда Китченера в 1898 году, когда британские войска победили дервишей в Омдурмане недалеко от Хартума и вернули Судан.
В следующем году он нёс службу во время Второй англо-бурской войны, служил офицером штаба и участвовал в освобождении Ледисмита под командованием генерала сэра Редверса Буллера, а позже — под командованием лорда Робертса в Претории.
В октябре 1900 года, находясь в Претории, Кристиан Виктор заболел малярией и 29 октября в возрасте 33-х лет умер от брюшного тифа. Он успел получить последнее причастие в присутствии лорда Робертса и принца Франца Текского. Он был похоронен на кладбище в Претории 1 ноября 1900 года. Во время его похорон бурская женщина сказала: «Они хоронят своего принца в британской земле. Англичане намерены на этой земле остаться». Принц никогда не был женат и не имел детей.